# Matmått

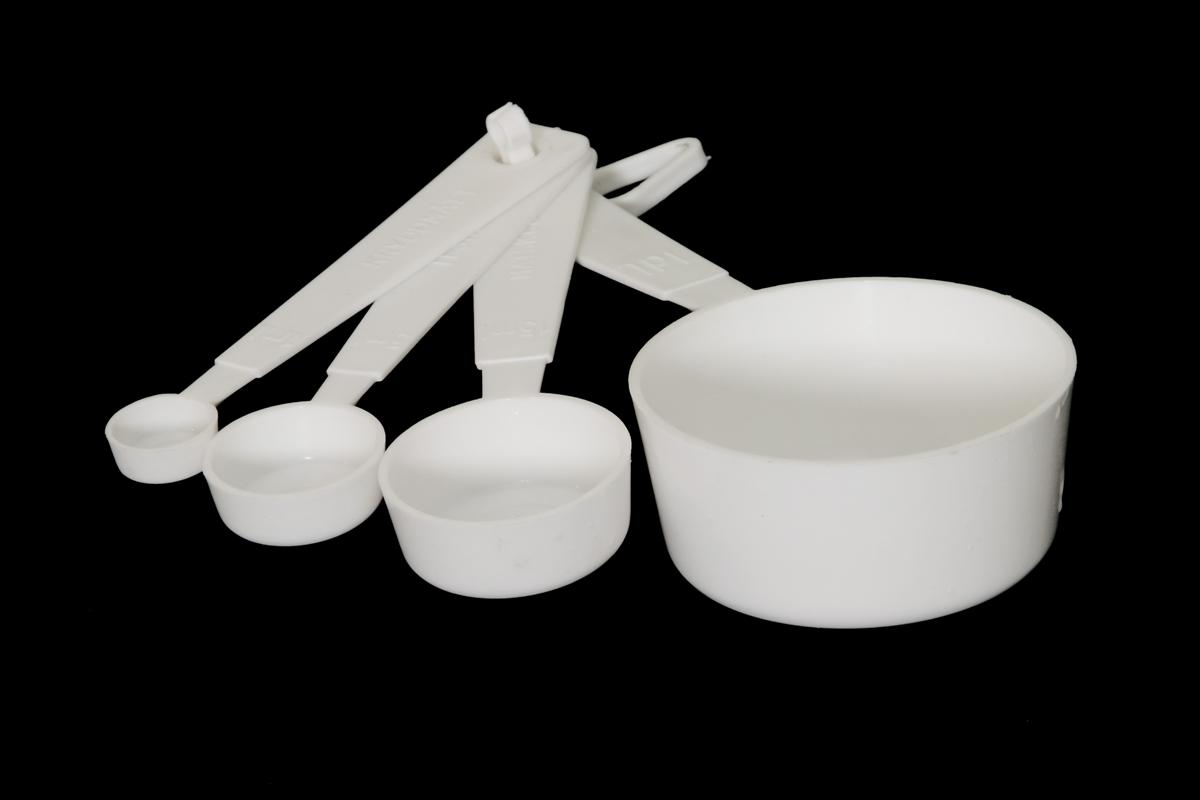
Fyrdelad måttsats i plast.

Matmått fungerar som ett volymmått som används i köket. Man använder dessa till matlagningen för att veta hur mycket man ska ha av till exempel peppar.
Matmått finns i olika storlekar och har därför olika benämningar för att man ska hålla isär dessa. Den svenska måttsatsen uppfanns av Anna-Britt Agnsäter. Ursprungligen var det
deciliter, matsked, tesked, kryddmått som såldes som en måttsats.
Allt sedan Vår kokbok gavs ut första gången 1951 har de varit en självklarhet i hemmen.
Andra exempel är milliliter, centiliter, deciliter, liter med mera.